# Solec (jurydyka)

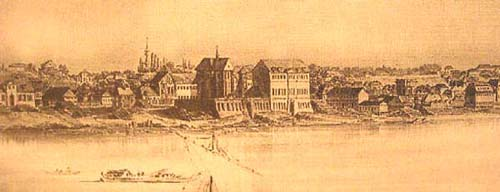
Panorama Solca widziana z Pragi

Solec – jurydyka złożona w 1675 na terenie wcześniejszej osady na Solcu. Obecnie teren jurydyki znajduje się w rejonie Solec w dzielnicy Śródmieście m.st. Warszawy.

## Opis
Na Solcu osada została założona w XI wieku, powstała tu przystań i port rzeczny na Wiśle. Rozwojowi osady sprzyjała też przeprawa na Kamion. W XVI wieku ulokowano tu magazyny solne, od soli też przyjęto jej nazwę. W 1675 Solec otrzymał prawa miejskie i staje się jurydyką.
Solec posiadał rynek – obecnie parking przy kościele Świętej Trójcy zakonu trynitarzy, obok którego znajduje się dawny magazyn solny, noszący nazwę Rynek Solecki. Stał tutaj też ratusz, nr hip 2947. W pierwszej połowie XVIII wieku Solec posiadał 5000 mieszkańców. W 1708 Solec nawiedziła epidemia, w wyniku której zmarli wszyscy soleccy i warszawscy trynitarze, a w 1713 – powódź. W 1762 przy ulicy Solec powstał Pałac Symonowiczów. W 1772 położono kamień węgielny pod budowę murowanego klasztoru na Solcu, którego budowę zakończono przed 1790. Oprócz kościoła i klasztoru znajdował się tu cmentarz, kostnica i wieża kościelna, a od południa klasztorne zabudowania gospodarcze: stajnia, oranżeria, drwalnia, szopa i chlew, a całość zamykał piękny ogród. Do trynitarzy należały także dwa młyny poza terenem posesji – bliżej portu rzecznego. W 1773 Kazimierz Poniatowski (brat króla), wybudował w miejscu dzisiejszego ośrodka sportowego przy ulicy Solec pałac z ogrodem i sztucznymi romantycznymi ruinami. Jurydyka Solec w 1784 miała 164 posesje i 11 ulic: Solec, Czerniakowską, Okrąg, Smolną, Rozbrat, Górną, Naprawę, Przypust, Szarą, Karpia i Mączną.
Włączona do Warszawy wraz z innymi jurydykami w końcu XVIII wieku.